# Österreichische Kaserne (Günzburg)

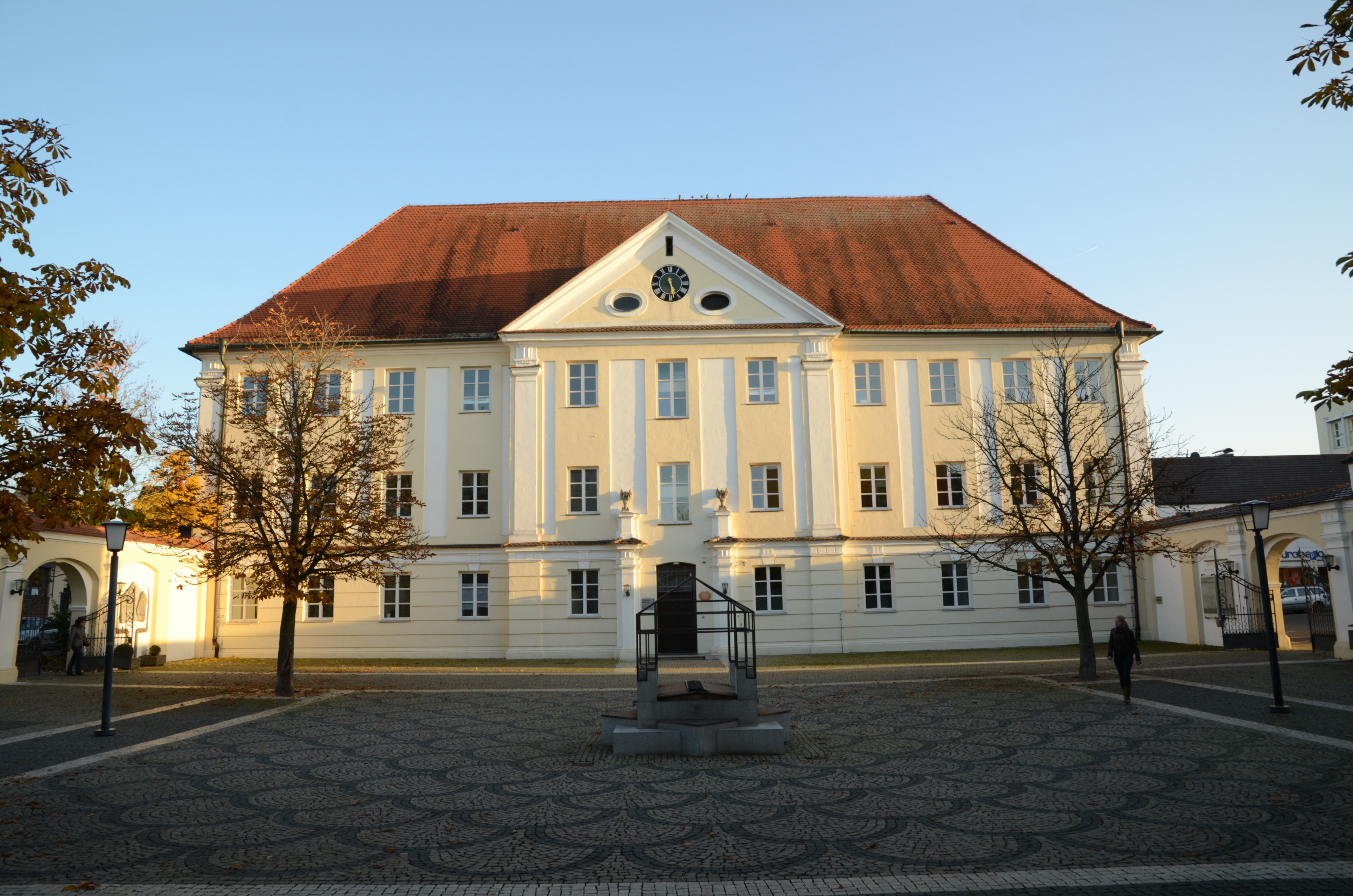
Ehemalige Österreichische Kaserne in Günzburg

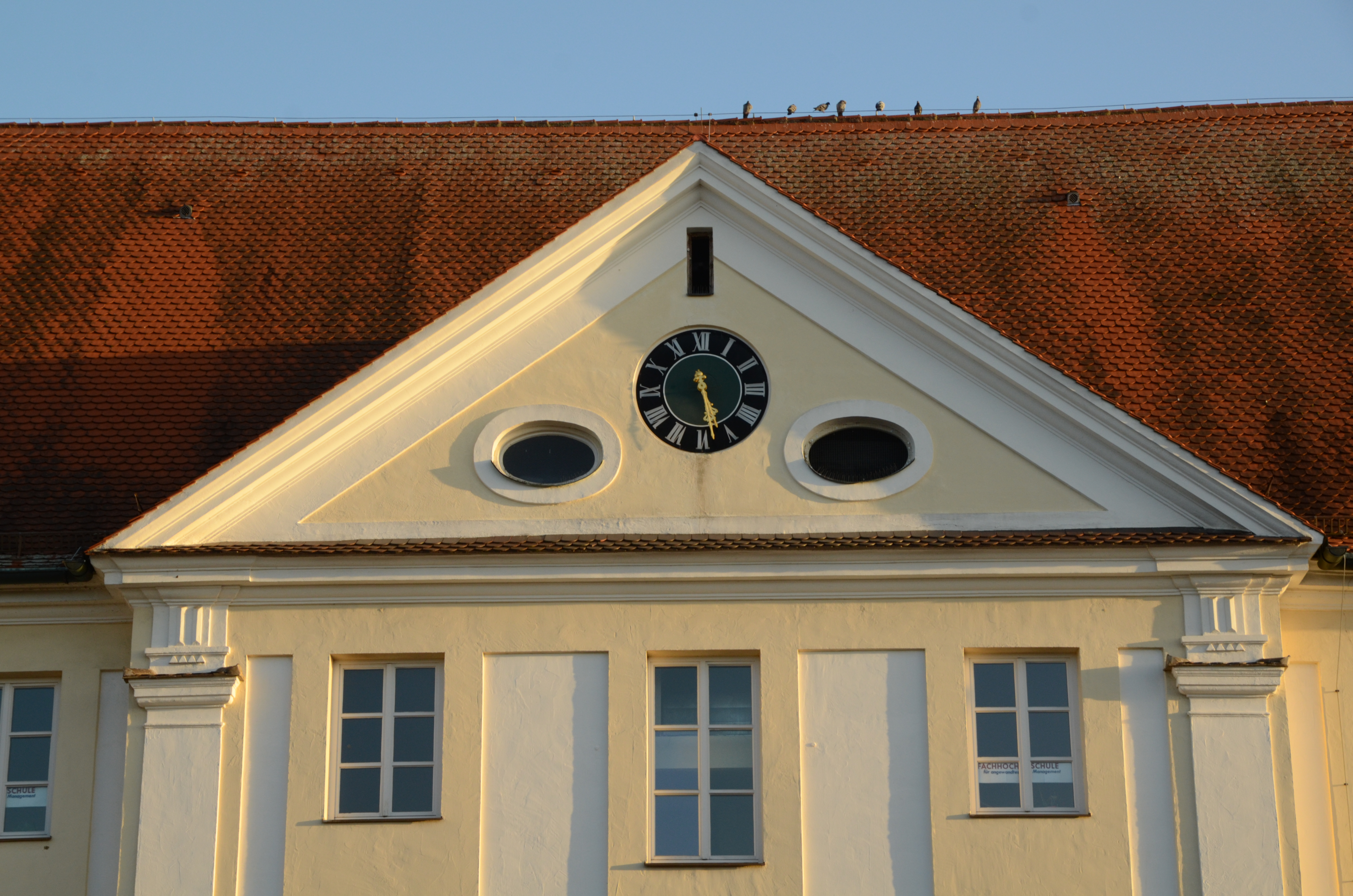
Giebel des Mittelrisalits

Die ehemalige Österreichische Kaserne in Günzburg, einer Stadt im schwäbischen Landkreis Günzburg, wurde 1780/81 errichtet. Das Gebäude am Bürgermeister-Landmann-Platz 2 ist ein geschütztes Baudenkmal.

## Geschichte
Die Stadt Günzburg besaß als Hauptstadt der Markgrafschaft Burgau in Vorderösterreich seit 1744 ein sogenanntes Werbhaus neben dem Kuhtor für frisch angeworbene Soldaten. Am 28. Oktober 1779 bestimmte das Consilium bellicum in Wien auf Weisung des Kaisers Joseph II. in Günzburg eine Kaserne zu errichten. Als Baugrundstück wurde ein Baumgarten, der im Besitz der Stadtprädikatur war, erworben und das Gebäude 1780/81 errichtet. In der Kaserne wurden zunächst frisch angeworbene Rekruten untergebracht und im Jahr 1790 wurde hier ein Bataillon des Hausregiments Bender stationiert. Zum Kasernenbereich gehörten auch die Offizierswohnungen in den Häusern Augsburger Straße 14 und 18 und das Haus Augsburger Straße 16 als Kommandantur.
Nach dem Übergang der Markgrafschaft Burgau an Bayern im Jahr 1806 wurde der Bau in ein Lagerhaus für Getreide mit öffentlicher Waage umgewandelt. Im Jahr 1900 wurde das Gebäude nach Plänen des Baumeisters Xaver Bayer in eine Schule umgewandelt und vom Gymnasium genutzt. Heute befindet sich die Volkshochschule in dem Gebäude.

## Beschreibung
Der dreigeschossige Walmdachbau mit übergiebeltem Mittelrisalit und Putzgliederung mit Eckpilastern wurde nach Plänen von Joseph Dossenberger errichtet. Das frühklassizistische Bauwerk aus Backsteinen besitzt elf zu vier Fensterachsen. Das Erdgeschoss auf niedrigem Sockel ist mit einer Streifenrustika versehen.